# Aalborg Væddeløbsbane
Aalborg Væddeløbsbane eller Racing Arena Aalborg er en hestevæddeløbsbane beliggende hundrede meter syd for Limfjorden, i den nordvestlige del af Aalborg. Banen benyttes både til galop og travsport.

## Historie
De første tanker og planer om en hestevæddeløbsbane blev gjort i midten af 1930'erne. Aalborg Væddeløbsforening blev stiftet i 1952 og foreningen havde det formål at der skulle opføres og drives en bane til heste i Aalborg. 2 år efter, 15. august 1954, blev Aalborg Væddeløbsbane indviet med 15-20.000 tilskuere og over 100 heste tilmeldte til de forskellige løb. Banen fik ved den lejlighed en samlet totalisator-omsætning på næsten 100.000 kroner.
I 2006 blev banen omlagt. På grund af en 3-årig sponsoraftale skiftede banen 1. september 2010 navn til NKI Racing Arena Aalborg.

## Galop
Galopbanens samlede længde er 1250 meter med en bredde på cirka 20 meter. underlaget består af græs og opløbet er cirka 270 meter langt. Længderne på løbene i Aalborg er 1500, 1800, 2000 eller 2200 meter.

## Trav
Travbanens samlede længde er 1000 meter med en bredde på cirka 20 meter. I Aalborg køres der løb med længderne 1640, 2140, 2640 og 3140 meter.